# Gunnera monoica
Gunnera monoica är en gunneraväxtart som beskrevs av Étienne Fiacre Louis Raoul.
Gunnera monoica ingår i släktet gunneror och familjen gunneraväxter. Inga underarter finns listade i Catalogue of Life.